# James Kenelm Clarke
James Kenelm Clarke (Great Rissington, Gloucestershire, 5 de febrer de 1941 - Norfolk, 2020) és un director de cinema anglès. Va estudiar a Leighton Park School i va estudiar música amb René Leibowitz a París.

## Carreres professionals
Als 18 anys va escriure la música de la pel·lícula de Michael Darlow All These People i després moltes partitures per a les obres de teatre d'Anglia Television (amb George More O 'Ferrall) i després, a proposta de Sir John Woolf, es va incorporar a Anglia Television a temps complet el 1961 com a investigador del programa local d'Anglia About Anglia. El 1967, es va incorporar a la BBC Television a Londres com a productor del premiat programa Man Alive, editat per Desmond Wilcox. Clarke va produir els periodistes Esther Rantzen, John Pitman, Joan Bakewell i James Astor. També va col·laborar amb pel·lícules als equips de Braden's Week i That's Life!.
Va dirigir i coproduir el llargmetratge Got It Made (1974) protagonitzat per Lalla Ward, abans d'establir Norfolk International Pictures Limited a Londres. Norfolk International va fer els següents llargmetratges per al mercat internacional: Exposé (1976), Hardcore (1977),  'Let's Get Laid (1978), The Thirty Nine Steps (1978),  The Music Machine (1979), Paul Raymond's Erotica (1981) i Funny Money (1983). La seva darrera pel·lícula coneguda va ser Going Undercover (1988), aka, Yellow Pages (completada el 1985), que va passar directament en vídeo al Regne Unit.
Va ser director general de Norfolk Music Publishing Ltd.

## Filmografia seleccionada
- Got It Made (1974)
- Exposé (1976)
- Hardcore (1977)
- Let's Get Laid (1978)
- The Thirty Nine Steps (1978)
- The Music Machine (1979)
- Paul Raymond's Erotica (1981)
- Funny Money (1983)
- Going Undercover (1988,[1] estrenada en vídeo al Regne Unti com a Yellow Pages)[3][4]
- Stalker (productor executiu, 2010)